# Pinza di Le Chatelier
La pinza di Le Chatelier è uno strumento utilizzato per misurare l'indeformabilità del cemento. Ha lo scopo di accertare se la pasta di cemento ha tendenza ad una espansione ritardata per la presenza di calce libera (CaO) e ossido di magnesio (MgO). Deve il suo nome a Henri Le Châtelier.

## Descrizione
La pinza di Le Chatelier è composta da un recipiente cilindrico in lamiera di ottone (di 30 mm di diametro e 30 mm di altezza) aperto lungo una generatrice, al quale sono saldati due aghi, inizialmente a contatto.

## Utilizzo
La prova si esegue attraverso le seguenti fasi:
- Il recipiente cilindrico viene riempito dalla miscela acqua-cemento che si vuole testare;
- La pinza viene lasciata per 24 ore in idratazione (stagionatura), in un ambiente con umidità pari al 98% e alla temperatura di 20 °C;
- In seguito la pinza viene messa in una vasca d'acqua in ebollizione (ovvero a 100 °C) per la durata di 3 ore, in modo da velocizzare alcune reazioni;
- Infine si attende il raffreddamento della pinza e si misura il distacco delle punte della pinza di Le Chatelier; tale distacco non deve superare i 10 mm.